# Oberjeckenbach
Oberjeckenbach war eine Gemeinde südlich der Nahe im heutigen Rheinland-Pfalz. 

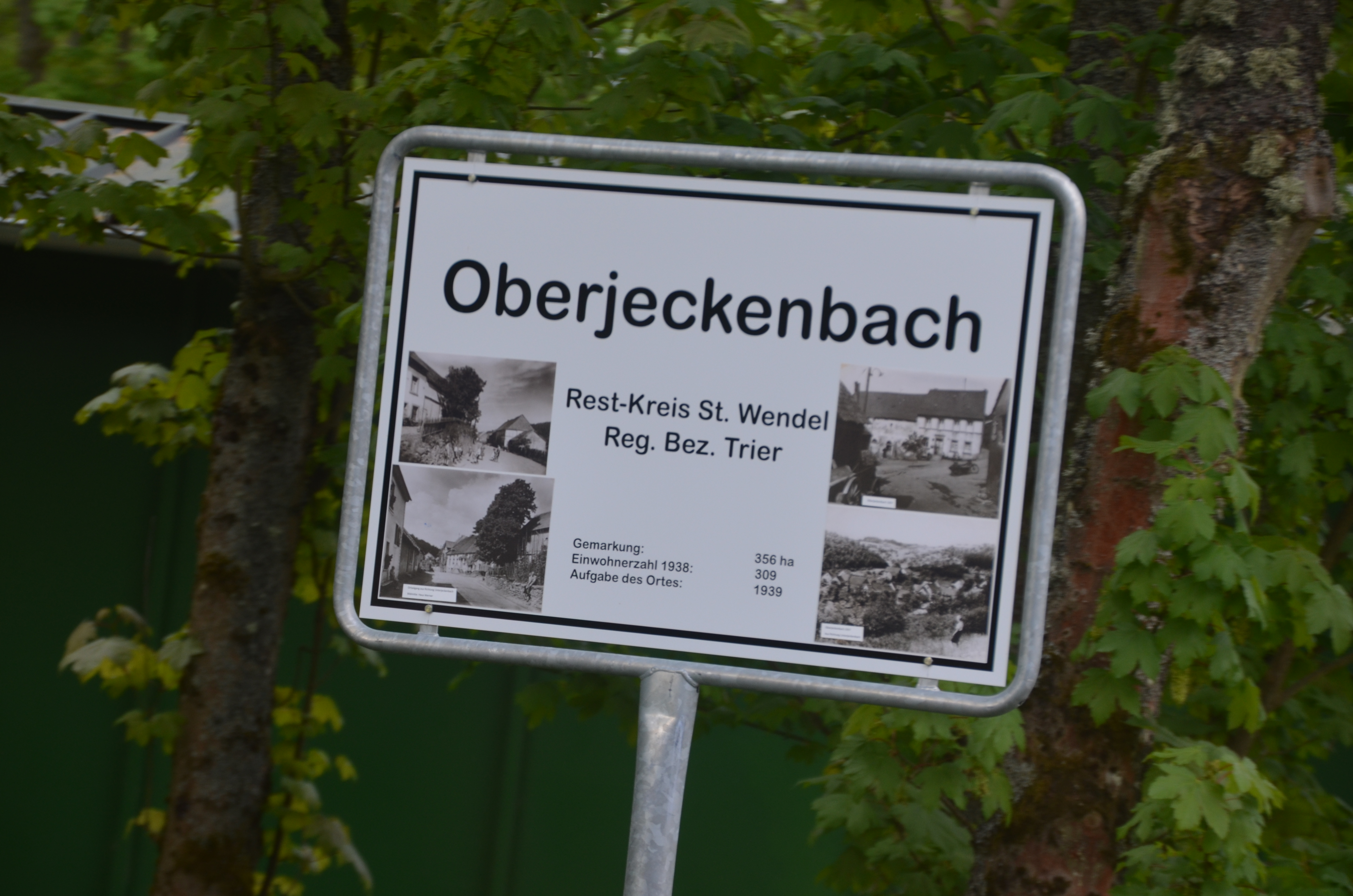
Gedenktafel

Oberjeckenbach war ein reines Straßendorf, unterteilt in Ober- und Unterdorf. Einige rechts des Jeckenbachs gelegene Häuser wurden Überdorf genannt. Hier befanden sich neben dem alten Schulhaus ein Glockenstuhl mit Glocke, der Dorfweiher und der Dorfbrunnen.
Oberjeckenbach war evangelisch und früher Teil der Grafschaft Grumbach. Die katholischen Einwohner waren ab 1889 Gemeindemitglieder der katholischen Gemeinde Offenbach.
Die Gemeinde gehörte zur Bürgermeisterei Grumbach und zum Pfarrbezirk Herren-Sulzbach. Der Ort hatte 1933 309 Einwohner. Die Einwohner mussten den Ort verlassen, als der Truppenübungsplatz Baumholder eingerichtet wurde. 1939 zählte Oberjeckenbach noch 26 Einwohner. Mit der Einrichtung des Truppenübungsplatzes wurde der Ort zur Wüstung. 
Nach dem Zweiten Weltkrieg erfolgte, auch der Wohnungsnot geschuldet, eine vorübergehende Wiederbesiedlung durch Rückkehrer. Zeitweise hatte der Ort wieder bis zu 240 Einwohner, im Jahr 1963 verließen die letzten Bewohner dann aber endgültig das Dorf.
Durch das rheinland-pfälzische „Landesgesetz über die Auflösung des Gutsbezirks Baumholder und seine kommunale Neugliederung“ vom 2. Nov. 1993 (GVBl. S. 518) wurde die Gemarkung am 1. Januar 1994 in die Ortsgemeinde Unterjeckenbach im Landkreis Kusel umgegliedert.